# فرانكو بازاليا
فرانكو بازاليا (11 مارس 1924 – 29 أغسطس 1980) هو طبيب نفسي، وعالم أعصاب وبروفيسور إيطالي عُرف بمناصرته إغلاق المستشفيات النفسية، ويُعتبر رائد المفهوم الحديث للصحة النفسية، وأحد إصلاحيي طب النفس الإيطاليين، وقائد الطب النفسي الديمقراطي ومؤسسه، ومهندس معماري والمؤيد الرئيسي للقانون 180 الذي سمح بإلغاء المستشفيات النفسية في إيطاليا. يُعتبر بازاليا الطبيب النفسي الأكثر تأثيرًا في القرن العشرين.

## أعماله
قدم فرانكو بازاليا تقريره الجوهري الأول تحت عنوان تدمير المستشفى النفسي باعتباره مكانًا للإحالة المؤسساتية في المؤتمر الدولي الأول للطب النفسي الاجتماعي الذي عُقد في لندن في عام 1964. أفاد بازاليا في هذا التقرير بأن «الطبيب النفسي اليوم قد اكتشف، على نحو مفاجئ، أن الخطوة الأولى نحو علاج المريض متمثلة في عودته إلى الحرية التي، حتى هذه اللحظة، يساهم الطبيب النفسي نفسه في حرمانه منها» وأن «اكتشاف الحرية أوضح الأمور التي يمكن للطب النفسي التوصل إليها». في الختام، سعى بازاليا إلى إصلاح بعض النقاط في محاولة منه لوضع أساسيات اكتشاف الحرية:
1. الضغط على الإدارة التي يقوم عليها المستشفى، من خلال العمل المتضمن للمسؤولية المشتركة عن الحالة القائمة بشكل مسبق.
2. إيقاظ الضمير والمسؤولية المشتركة من جانب الأطباء ممن قبلوا هذه الحالة وساهموا في بقائها.
3. إدخال الأدوية التي يمكن بمساعدتها كسر «الرابطة» بين المرضى، على الرغم من المناخ المؤسساتي.
4. محاولة إعادة تثقيف الطاقم التمريضي – من الناحية النظرية والإنسانية على حد سواء. (مع ذلك، تبقى هذه النقطة بعيدة المنال).
5. الحفاظ على روابط المريض مع العالم الخارجي (العائلة، والأصدقاء والاهتمامات) – قدر الإمكان.
6. فتح الأبواب وبدء الحياة عبر نظام الباب المفتوح.
7. وضع الافتراضات المسبقة للمستشفى النهاري، الذي من المقرر افتتاحه في وقت قريب كخدمة بدوام جزئي.

شهد عام 1968 نشر L'istituzione negata («المؤسسة مرفوضة») من تحرير فرانكو بازاليا. حقق هذا الكتاب نسبة قراءات واسعة النطاق في جميع أنحاء إيطاليا، إذ لم يقتصر على توثيق التغيرات وتحليلها في غوريزيا، بل حمل أيضًا نقاشات مناهضة للمؤسساتية في مجالات أخرى: المصانع، والجامعات والمدارس.

## إرثه
خلال مناقشة حول التغيرات التي تشهدها المنطقة الأوروبية من ناحية الرعاية الصحية النفسية، جادل مات موين بأن الأخصائيين قادرون بشكل واضح على إحداث التأثير الحاسم في هذا الصدد، ومعظمهم من الأطباء النفسيين ممن عملوا كمناصرين للتغيير، مثل فيليب بينيل في فرنسا في القرن التاسع عشر وفرانكو بازاليا في إيطاليا في القرن العشرين. ساهم هؤلاء في تقديم مفاهيم النماذج الجديدة للرعاية الفعالة والإنسانية التي اعتُبرت ثورية في عصرهم، لتحل محل الخدمات التقليدية المسيئة وعديمة الكفاءة. يتمثل إنجازهم الفعلي في نجاحهم في إلهام السياسيين ودفعهم لمناصرة هذه المفاهيم وإقناع زملائهم بتطبيقها، ما سمح بالتالي بالوصول إلى تغيير حقيقي ومستدام.
أفاد كل من جيوفانا روسو وفرانشيسكو كاريلي بأن إصلاح بازاليا غير قابل للتطبيق بشكل كامل في ذلك الوقت من عام 1978 نظرًا إلى غياب الاستعداد اللازم في المجتمع لمثل هذا المفهوم المبتكر والطليعي في الصحة النفسية. بعد ثلاثين عامًا، أصبح من الجلي أكثر أن هذا الإصلاح قادر على عكس مفهوم الصحة والعناية الاجتماعية الحديثة لدى مرضى الاضطرابات النفسية. استطاع المثال الإيطالي إنتاج عينات عديدة من نماذج الخدمة الفعالة والمبتكرة فضلًا عن تمهيد الطريق أمام عملية تفكيك مؤسسات المرضى النفسيين.
يجادل جيوفاني دي جيرولامو مع غيره من الباحثين المشاركين بأن مساهمات بازاليا حاسمة وضرورية في نقل ممارسة الطب النفسي نحو مجال الرعاية الصحية وتزويد الطب النفسي بالرؤية الكافية.
يجادل بّي فوسار بولي مع غيره من الباحثين المشاركين برجوع الفضل إلى قانون بازاليا في بدء اندماج الطب النفسي الإيطالي في الخدمات الصحية العامة وتكامله معها بالإضافة إلى الحد من تهميشه داخل مجال محيطي من الطب.
في مؤتمر الصحة النفسية الوطني لعام 2001، أعربت عالمة الأعصاب الإيطالية والحائزة على جائزة نوبل في علم النفس أو الطب ريتا ليفي مونتالسيني عن إعجابها بفرانكو بازاليا من خلال وصفه بمؤسس المفهوم الجديد للمرض النفسي، وبالعالم المتميز وبالإنسان الجيد الذي عايش المشكلة المأساوية للمرض النفسي بشكل حقيقي.
يجادل عالم النفس السريري البريطاني ريتشارد بينتال بأن النتائج المترتبة على إقناع بازاليا الحكومة الإيطالية بإقرار القانون 180، الذي جعل الإحالات الجديدة إلى المستشفيات النفسية الكبيرة غير قانونية، مثيرة للجدل. في العقد التالي، اشتكى العديد من الأطباء الإيطاليين من تحول السجون إلى مستودعات لأولئك المصابين بأمراض نفسية خطرة، وبأنهم وجدوا أنفسهم «في حالة من العجز العلاجي – الطبي النفسي عند مواجهة المرضى المصابين بالفصام غير القابل للسيطرة، أو الهوس التهيجي التطفلي أو الجامود». ظهرت هذه الشكاوى بين العديد من الأطباء النفسيين في أماكن أخرى، ممن أصروا على إبراز الحماقة المترتبة على التخلي عن الطرق التقليدية. مع ذلك، تطورت شبكة فعالة من عيادات الصحة النفسية المجتمعية الصغيرة بشكل تدريجي لتحل محل الأنظمة القديمة.
أفادت رئيسة معهد علم الظواهر العالمي آنا تيريزا تيمينيكا بنجاح بازاليا في جمع الطاقات الثورية والإصلاحية حول مشروعه المناهض للمؤسساتية وخلق الظروف التي سمحت خلال سنوات قليلة بتطبيق إصلاح تشريعات الصحة النفسية في عام 1978. أمكن تقديم هذا الإصلاح وسط حماس كبير ونقد مرير، والعداء والحيرة بالإضافة إلى الدعم النقدي في بعض الأحيان وغير المشروط في أحيان أخرى. استطاع بازاليا بالتالي إحداث صدمة صحية في الطب النفسي الإيطالي، الذي اعتُبر في السابق في حالة من السبات.
وصفت الطبيبة النفسية الأمريكية بازاليا بأنه أكثر أطباء النفس الأوروبيين تأثيرًا وابتكارًا منذ فرويد.
أكد كل من فرانسين سيلانت وسيرج غينيست بأن مساهمات بازاليا من إصلاح للطب النفسي في إيطاليا، فضلًا عن إدخال الرؤية الجديدة في المجتمع الإيطالي والنقد الراديكالي للمؤسسات العامة، قد جعلته أحد أعظم المفكرين وأكثرهم تقدمية في إيطاليا وإحدى الشخصيات القيادية البارزة للنصف الثاني من القرن العشرين.

أعرب توماس ساس بدوره عن نقده الجذري لأعمال بازاليا. في عام 1986، كتب ساس الكلمات التالية حول سوء فهم أفكار بازاليا في مقدمة كتاب جورجيو أنتونوتشي بعنوان التحيزات والمعرفة النقدية للطب النفسي «I pregiudizi e la conoscenza critica alla psichiatria»:
أصبح بازاليا مشهورًا بإلغائه المستشفيات النفسية في إيطاليا، التي وصمها باللاعقلانية على اعتبار الأمراض النفسية مكافئة لجميع الأمراض الأخرى». بازاليا [...] لم يتوقف عن ممارسة الطب النفسي بشكل فعلي، ما يمثل حقيقة مشيرة في الواقع إلى تعزيز شرعية التدخلات النفسية ضد إرادة الأفراد المصابين، عوضًا عن إضعافها، بعد نقل مكان حدوث هذا الالتزام من المستشفى النفسي إلى المستشفى المدني.